# Goran Suton (Handballtrainer)
Goran Suton (* 25. Juli 1968 in Mostar, SFR Jugoslawien; † 25. November 2016) war ein kroatischer Handballtrainer und bosnischer Handballspieler, der zuletzt beim deutschen Bundesligisten TuS N-Lübbecke unter Vertrag stand.

## Karriere
Goran Suton spielte Handball bei RK Split, für den er in der Saison 1998/99 im EHF-Pokal auflief. Er bestritt 34 Länderspiele für die Bosnisch-herzegowinische Nationalmannschaft.
Als Trainer betreute Suton ab 2001 die HSG Vulkan Vogelsberg, die er innerhalb von vier Jahren in die Handball-Regionalliga führte, und anschließend den TV Willstätt und die HR Ortenau. In der Saison 2009/10 trainierte er den damaligen Bundesligisten HSG Düsseldorf, bei dem er im April 2010 wegen sportlichen Misserfolgs beurlaubt wurde. Nächste Station war ab Sommer 2011 der Drittligist GSV Eintracht Baunatal, den er bereits im Oktober 2011 wieder verließ. Ab April 2012 war Suton dann Trainer des Zweitligisten HG Saarlouis, von dem er zur Saison 2015/16 zum Erstligisten TuS N-Lübbecke wechselte. Im November 2015 trennte sich der TuS N-Lübbecke von ihm.

## Privates
Sutons Söhne Sven (* 1993) und Tim (* 1996) sind professionelle Handballspieler.